# Rhinosimus valdivianus
Rhinosimus valdivianus is een keversoort uit de familie platsnuitkevers (Salpingidae). De wetenschappelijke naam van de soort werd in 1864 gepubliceerd door Rodolfo Amando Philippi.